# Lola T97/30
De Lola T97/30 is een Formule 1-wagen waarmee het MasterCard Lola-Formule 1-team deelnam aan het seizoen 1997. Het was de eerste Lola-Formule 1-wagen sinds 1993 en was bedoeld om mee te doen aan het seizoen 1998, maar onder druk van Mastercard werd de wagen al in 1997 ingezet. De wagen werd bestuurd door Vincenzo Sospiri en Ricardo Rosset.

## Geschiedenis
Lola was naast Stewart Grand Prix het tweede nieuwe team dat deelnam aan het seizoen 1997. Omdat het team een jaar eerder dan gepland van start ging, werd de T97/30 slechts enkele weken voor het begin van het seizoen gebouwd.
Tijdens de eerste Grand Prix werd al snel duidelijk dat de beide wagens langzaam waren en dat de aerodynamica ervoor zorgde dat er te veel weerstand was en te weinig downforce. Hierdoor hadden beide coureurs geen schijn van kans om een goede tijd neer te zetten tijdens de kwalificatie. Aan het eind van de kwalificatie waren de coureurs respectievelijk 11,6 en 12,7 seconden langzamer dan Jacques Villeneuve en ze mochten hierdoor niet deelnemen aan de race.
Tijdens de Grand Prix Formule 1 van Brazilië 1997 trokken Mastercard en de andere sponsoren zich op het laatste moment terug, waardoor de wagens noodgedwongen in garage bleven staan. Uiteindelijk trok het team zich terug uit de Formule 1.